# August Dommes
Ernst Anton Wilhelm August Dommes (* 13. Dezember 1824 in Walkenried; † 13. Oktober 1899 in Sarnau) war Rittergutsbesitzer und Mitglied des Deutschen Reichstags.

## Leben
Dommes besuchte das Gymnasium und das Collegium Carolinum in Braunschweig. Er betrieb Landwirtschaft auf seinem Rittergut in Sarnau. In den Jahren 1879 bis 1885 und von 1889 bis 1893 war er Mitglied des Preußischen Abgeordneten-Hauses für den Wahlkreis Kulm-Thorn.
Von 1887 bis 1890 war er Mitglied des Deutschen Reichstags für den Wahlkreis Regierungsbezirk Marienwerder 4 (Thorn, Kulm, Briesen) und die Nationalliberale Partei.